# HD53244
HD53244 (γ Великого Пса) — хімічно пекулярна зоря спектрального класу
B8 й має видиму зоряну величину в смузі V приблизно  4,1.
Вона знаходиться у сузір'ї Великого Пса  й розташована на відстані близько 402,2 світлових років від Сонця.

## Пекулярний хімічний вміст
HD53244 належить до ртутно-манганових зір й її зоряна атмосфера має підвищений вміст Hg та Mn.